# Aceomii
Oamenii Aceomi sau Kodmunii (persană مردم اچمی ,arabă خودمونية) sunt un grup etnic de rasă persană care trăiește în sud Iran, adică sudul provinciilor Persida și Kerman, partea de est a provinciei Bushehr și aproape toată provincia Hormozgan.
În plus, mulți dintre ei au trăit în țările din Golful Persic, precum Emiratele Arabe Unite, Bahrain, Kuweit, Qatar și Oman, de mulți ani și sunt considerați indigeni.
  Cei mai mulți dintre ei sunt sunit și minorități șiit sunt de asemenea văzuți între ei, acești oameni vorbesc Limba Aceoma (care este mai aproape de persanul antic decât persanul modern).